# Das Duell im Ersten
Das Duell im Ersten war eine Quizsendung, die von Florian Weber moderiert wurde. Sie lief bis zu ihrer Absetzung am 3. November 2011 von Dienstag bis Freitag um 18:50 Uhr bei der ARD.

## Hintergrund
In der Sendung traten prominente Gäste gegen Zuschauerkandidaten an. Es ging dabei um einen Gewinn in Höhe von 20.000 Euro. Siegte der Zuschauerkandidat, durfte er das Geld behalten, siegte der Prominente, spendete die ARD dies für einen guten Zweck. Die Kandidaten mussten zehn Fragen oder Aufgaben aus verschiedenen Wissensgebieten beantworten. Wer sie schneller löste, bekam die Punkte. Bei falscher Antwort gingen die Punkte an den Gegner. Da sich die vergebene Punktzahl mit jeder Runde steigerte, blieb das Ergebnis bis zum Schluss offen.
Bereits Ende des Jahres 2009 stand die Sendung aufgrund nicht ganz zufriedenstellender Zuschauerzahlen in der Kritik und es wurde über eine Absetzung nachgedacht. Die zu diesem Zeitpunkt gesendeten 17 Folgen der Quizshow hatten bei durchschnittlich 1,8 Millionen Zuschauern einen Marktanteil von 7,4 Prozent des Gesamtpublikums erreicht.
Ab September 2010 wurde die bis dahin knapp 30-minütige Sendezeit zu einer 55-minütigen Doppelfolge ausgebaut, weil die Sendung den durch Jörg Pilawas Wechsel zum ZDF freigewordenen Sendeplatz vom Quiz mit Jörg Pilawa zusätzlich übernahm. Allerdings war auch diese Maßnahme umstritten, weil Das Duell im Ersten mit inzwischen etwa 8,5 Prozent Marktanteil nach wie vor die Erwartungen nicht erfüllte. Von April 2001 bis 2002 lief auf D:SF (heute Sport1) die Quizshow „Duell“, ein ähnliches Format.